# Medieval II: Total War
Medieval II: Total War, este o continuare indirecta a Medieval: Total War lansat în 2006 și al patrulea lansat în cadrul seriei Total War. A fost creat de Creative Assembly, ca o combinație între strategie pe runde și bătălii tactice în timp real. Acțiunea jocului se petrece între anii 1080 și 1530 și este bazată pe războaiele medievale, religia și politica Europei, Africii și a Orientului Mijlociu. Medieval II Total War a fost construit având la bază codul Rome: Total War.
În 2007 a fost lansată expansiunea Medieval II: Total War: Kingdoms. Aceasta conține 4 campanii diferite între ele: Britania, Cruciații, Cavalerii Teutoni și Americanii.

## Tutorial
Jocul începe cu un tutorial bazat pe Bătălia de la Hastings și cucerirea normandă. În Bătălia de la Hastings, jucatorul ia rolul lui William Rufus, un comandant militar si fiul lui William Cuceritorul. Apoi, tutorialul continua cu cucerirea Angliei saxone. La Hastings, regele Harold (regele saxonilor) are o stema gresita, care contine Fleur-de-lis.

## Campania
Campania din Medieval II: Total War (în engleză Grand campaign) contine 5 facțiuni jucabile înca de la început: Regatul Angliei, Regatul Franței, Regatul Spaniei, Sfântul Imperiu Roman și Republica Veneției. 
După terminarea campaniei cu oricare din aceste facțiuni, se deblochează alte 12 facțiuni: Regatul Portugaliei, Regatul Scoției, Maurii, Egiptul, Turcii, Imperiul Bizantin, Regatul Ungariei, Regatul Poloniei, Ducatul de Milano, Regatul Siciliei, Regatul Danemarcei și Cnezatul Rusiei. Exista și facțiuni nejucabile, ca: Statul Papal, Aztecii, Mongolii și Timurizii. Acestea pot fi facute jucabile prin moduri (modificari ale jocului). 
Fiecare facțiune are o zonă de influență culturală specifică, în joc existând 5 tipuri de culturi: Europa de Nord, Europa de Sud, Europa de Est, Orientul Mijlociu și Mesoamerica. De asemenea fiecare facțiune aparține uneia dintre cele 5 religi existente în joc: creștinismul catolic, creștinsmul ortodox, islamul, păgânismul și erezia.